# 嘉兴港
嘉兴港，位于中国浙江省嘉兴市平湖市和海盐县，杭州湾跨海大桥北端，包括乍浦、独山、海盐三个港区，以乍浦港为主体，是中国国务院批准对外国籍船舶开放的一类口岸。
1917年孙中山在《建国方略》中曾提出在乍浦建设“东方大港”的设想。1986年乍浦港开始启动建设。

## 建设历程
- 1986年，浙江省计划经济委员会批准乍浦港扩建方案并列入“七五”建设项目。12月12日，一期围堤工程破土动工，正式拉开了乍浦港建设的序幕。1991年12月，乍浦一期工程完工，建设外海1万吨与1千吨杂货泊位各一个，内河100吨级12个，吞吐能力51.5万吨。[4]
- 1993年3月29日，乍浦港成为国家二级开放口岸。同年，乍浦经济开发区成立。
- 1999年8月10日，乍浦港二期工程开始建设。
- 1999年6月22日，嘉兴港铁水中转港区建成。
- 2001年3月28日，嘉兴港作为一类口岸正式对外开放。同年，乍浦港二期工程完工，年吞吐量突破1000万吨。[5]
- 2003年5月，乍浦三期工程开工，次年完工。
- 2006年7月27日，嘉兴内河国际集装箱港开始建设。同年嘉兴吞吐量突破2000万吨。[6]
- 2010年，海盐港区首个万吨码头开始建设。